# Lada Kalina/VAZ-1118
El Lada Kalina/VAZ-1118 es un automóvil de bajo costo del segmento B desarrollado por el fabricante ruso AvtoVAZ, presentado en 1999 como prototipo y lanzado a la producción en 2004 bajo la marca Lada.

## Historia

### Primera generación (2004–2012)
Su producción inicial fue la de un auto de cinco plazas, con carrocería sedán en el 2004, a la que siguió una versión de cinco puertas de carrocería hatchback la última versión sería un coche de carrocería station wagon en el 2007.
El modelo es exportado a los mercados de Europa oriental con un precio promedio de entre €7,000–8,000. Ofrece airbags para el pasajero y el conductor, frenos ABS, dirección eléctricamente asistida, aire acondicionado y asientos traseros plegables para conformar una plataforma horizontal.
Hay actualmente disponibles 3 versiones de motores como opciones, que van desde los 81 hasta los 98 hp (60 hasta 72 kW): un motor de 1.4 litros y 16 válvulas (82 caballos (61 kW)), otro de 1.6 litros y 8 válvulas (81 caballos (60 kW)) y la opción de un bloque de 1.6 litros 16 válvulas (98 caballos (73 kW)), que es la que se suele preparar para competiciones actualmente.
Su denominación local se retiene en la mayoría de países donde es comercializado, salvo en Finlandia, donde Kalina significa algo como cascabel. Allí es comercializado como el Lada 119, y sus mayores competidores son autos tales como el Dacia Logan, el Hyundai Accent, el Opel Corsa y el Volkswagen Golf. Una versión deportiva, denominada "Kalina GS Sport", es a su vez producida, y aparte hay una versión designada como Super 1600, que resulta ser prácticamente conceptual, y la que incorpora una motorización turbocargada con un bloque de 1.6 litros a gasolina, derivado de los motores atmosféricos estándar de los modelos de serie.
Una de las deficiencias más notorias, hecha patente por su propietarios; es la de que a 2000 rpm se escuchan sonidos junto a unas vibraciones tanto en el motor como en la caja de cambios. Además, un coche "Lada Kalina" fue usado como el "Auto de Precio Razonablemente elegible" en el programa de televisión Top Gear Russia.[cita requerida]

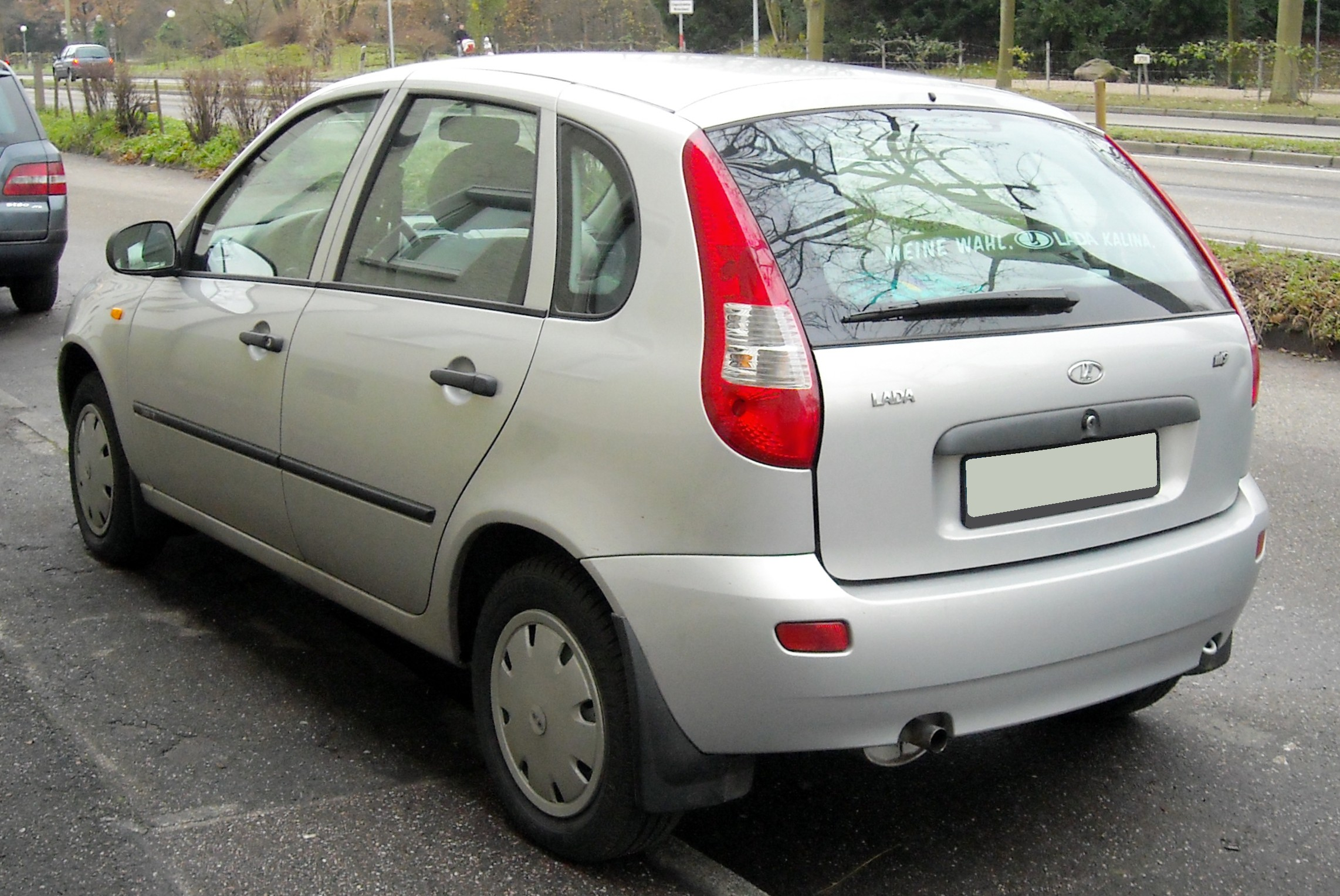
Lada Kalina Hatchback (2004–2013)
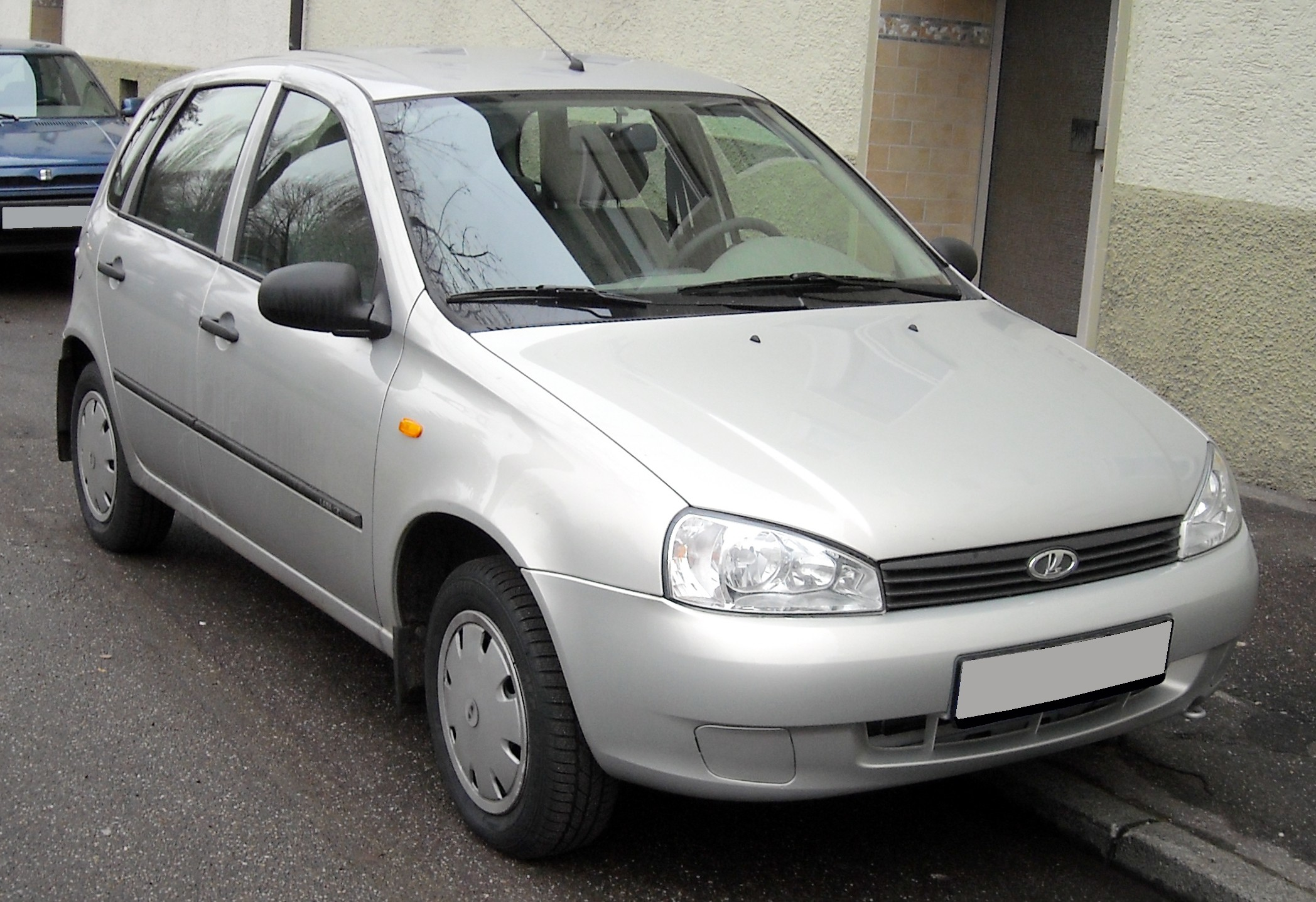
Lada Kalina Hatchback (2004–2013)
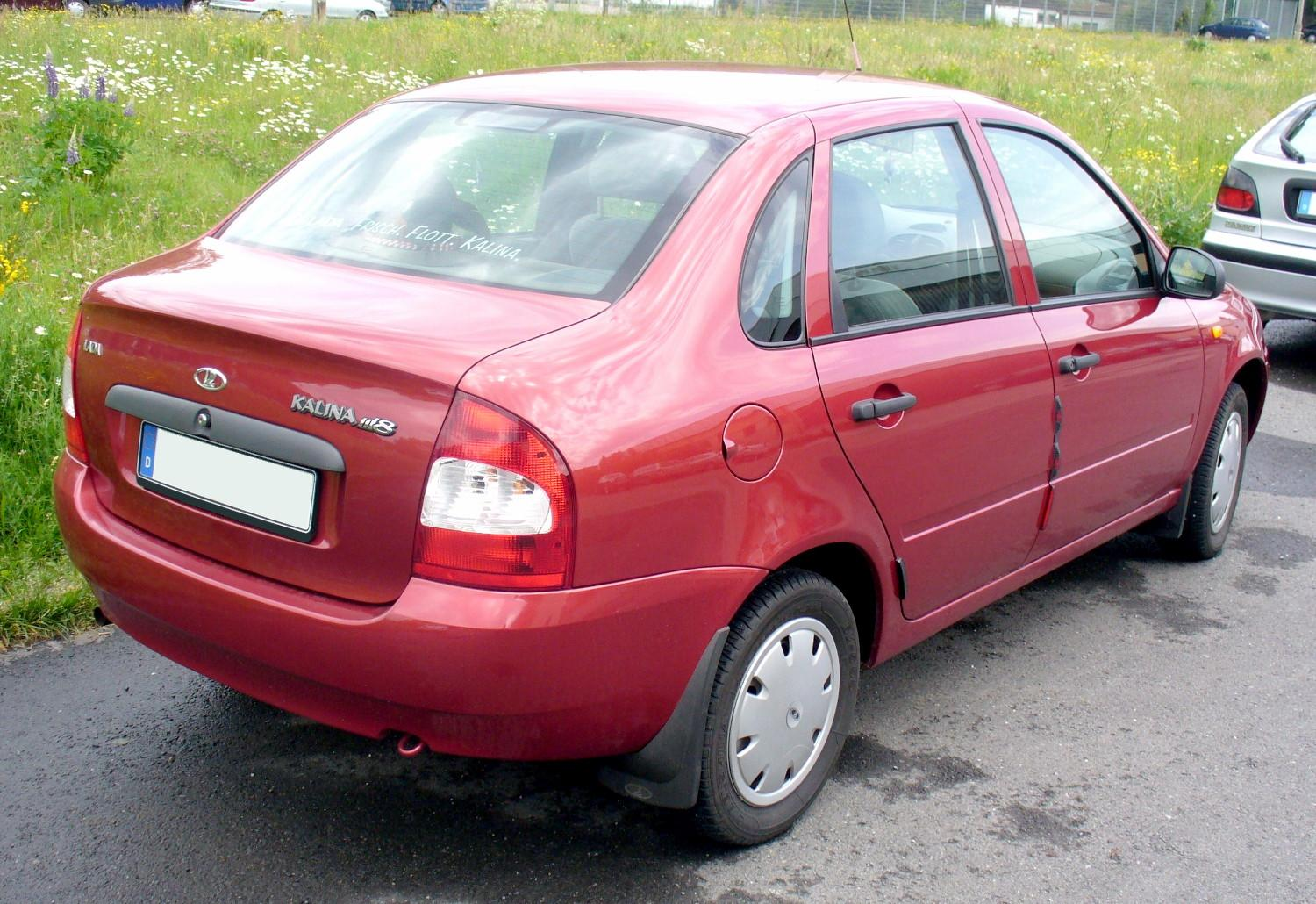
Lada Kalina Sedan (2005–2009)
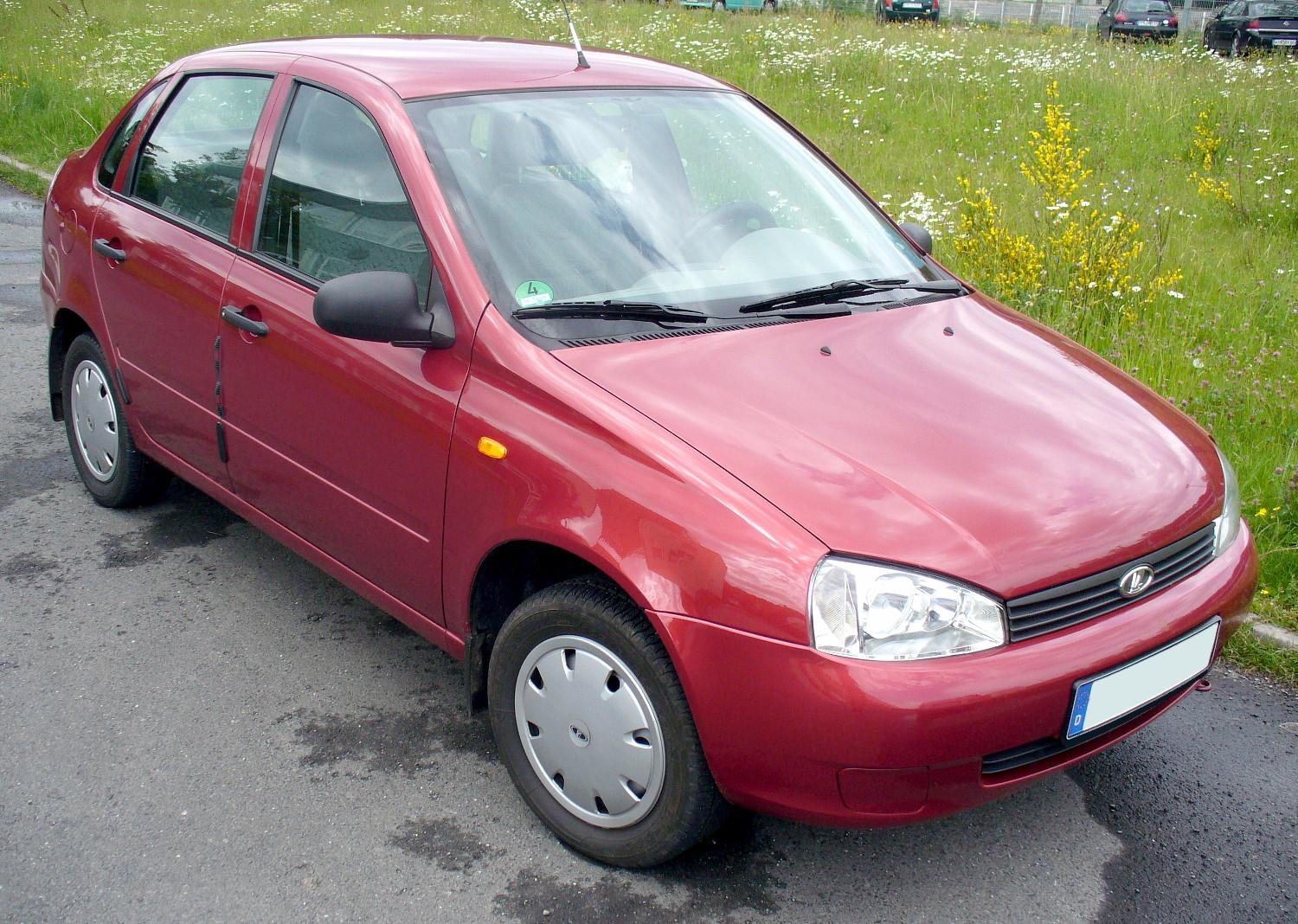
Lada Kalina Sedan (2005–2009)
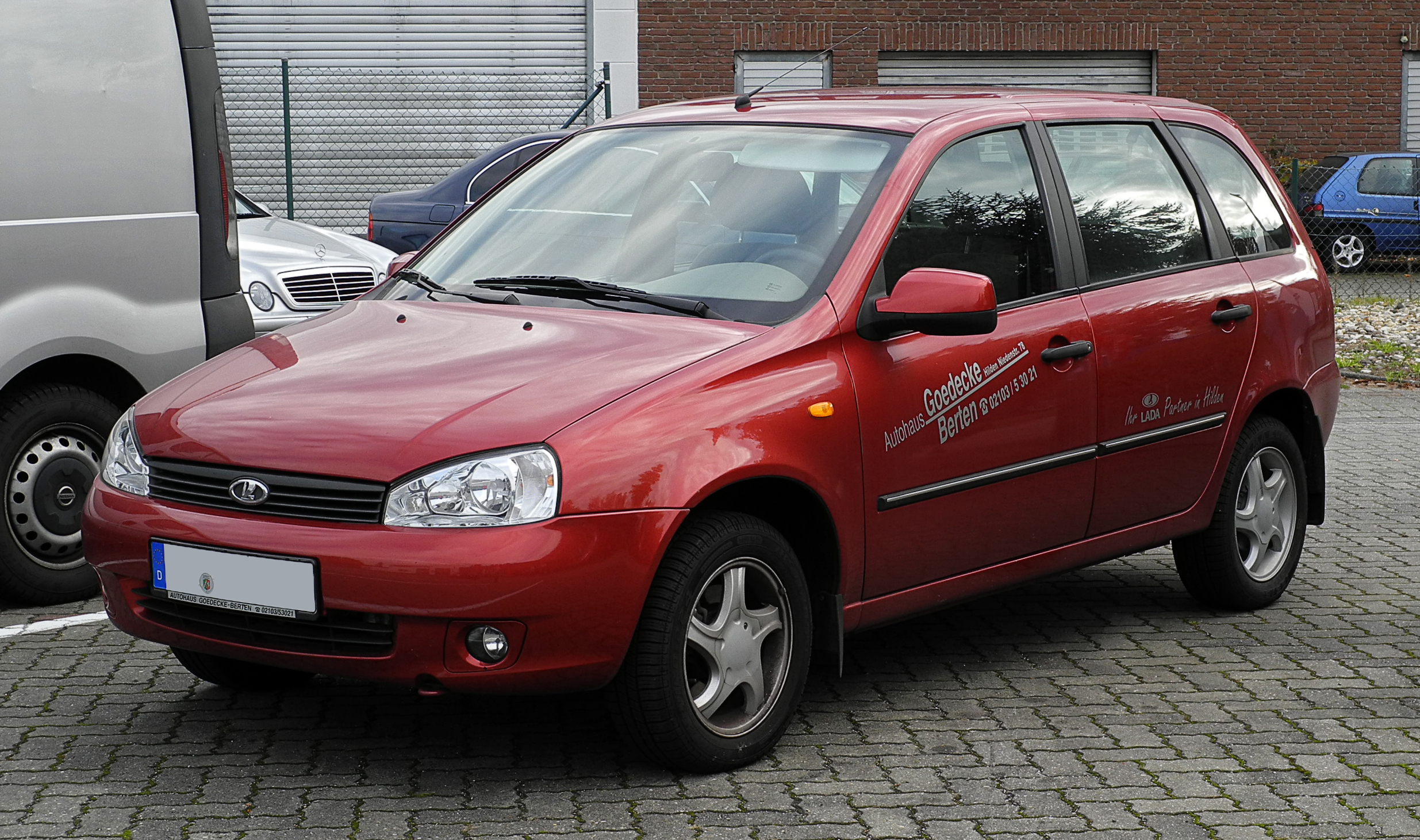
Lada Kalina Station Wagon (2007–2013)
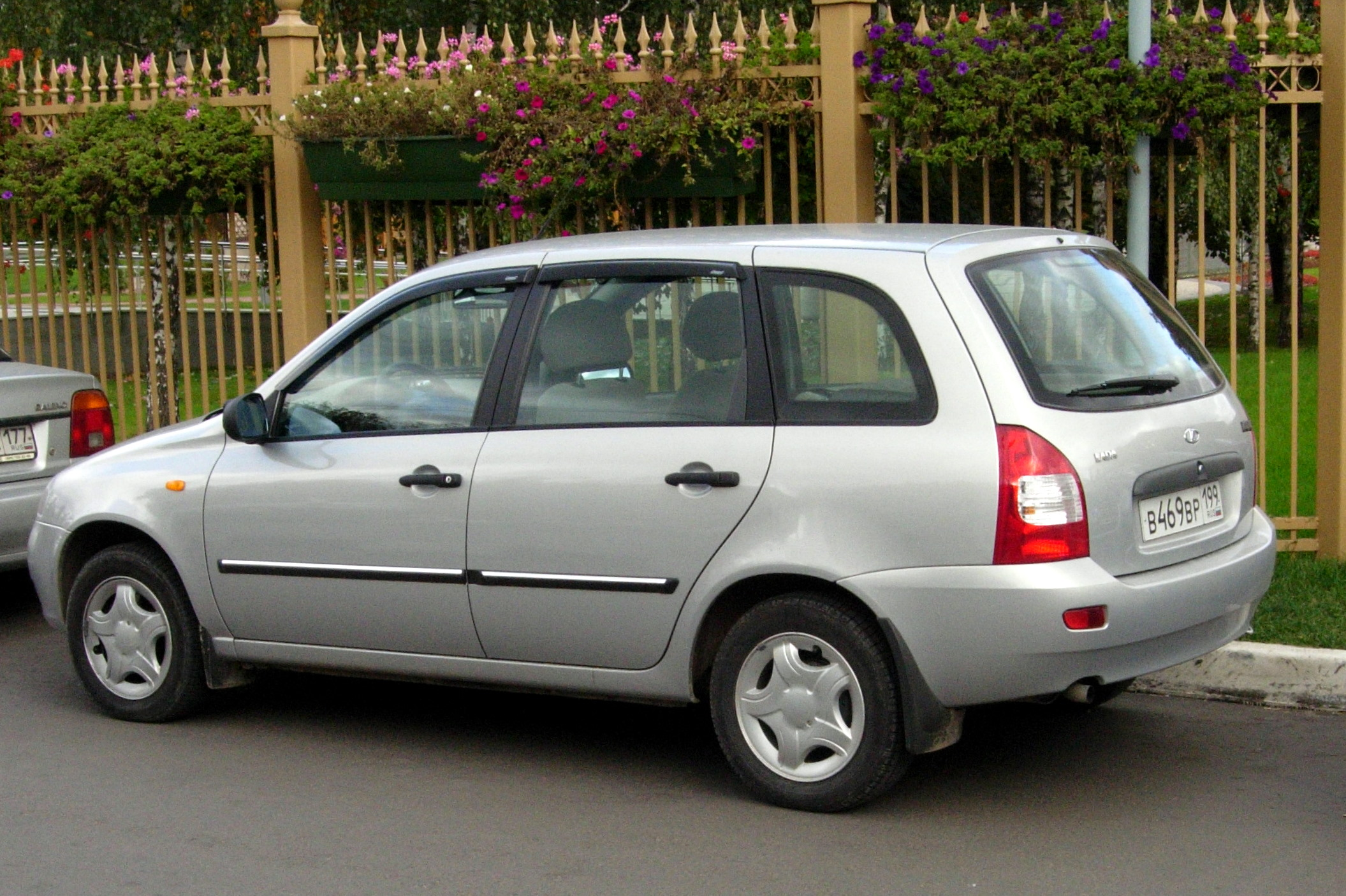
Lada Kalina Station Wagon (2007–2013)
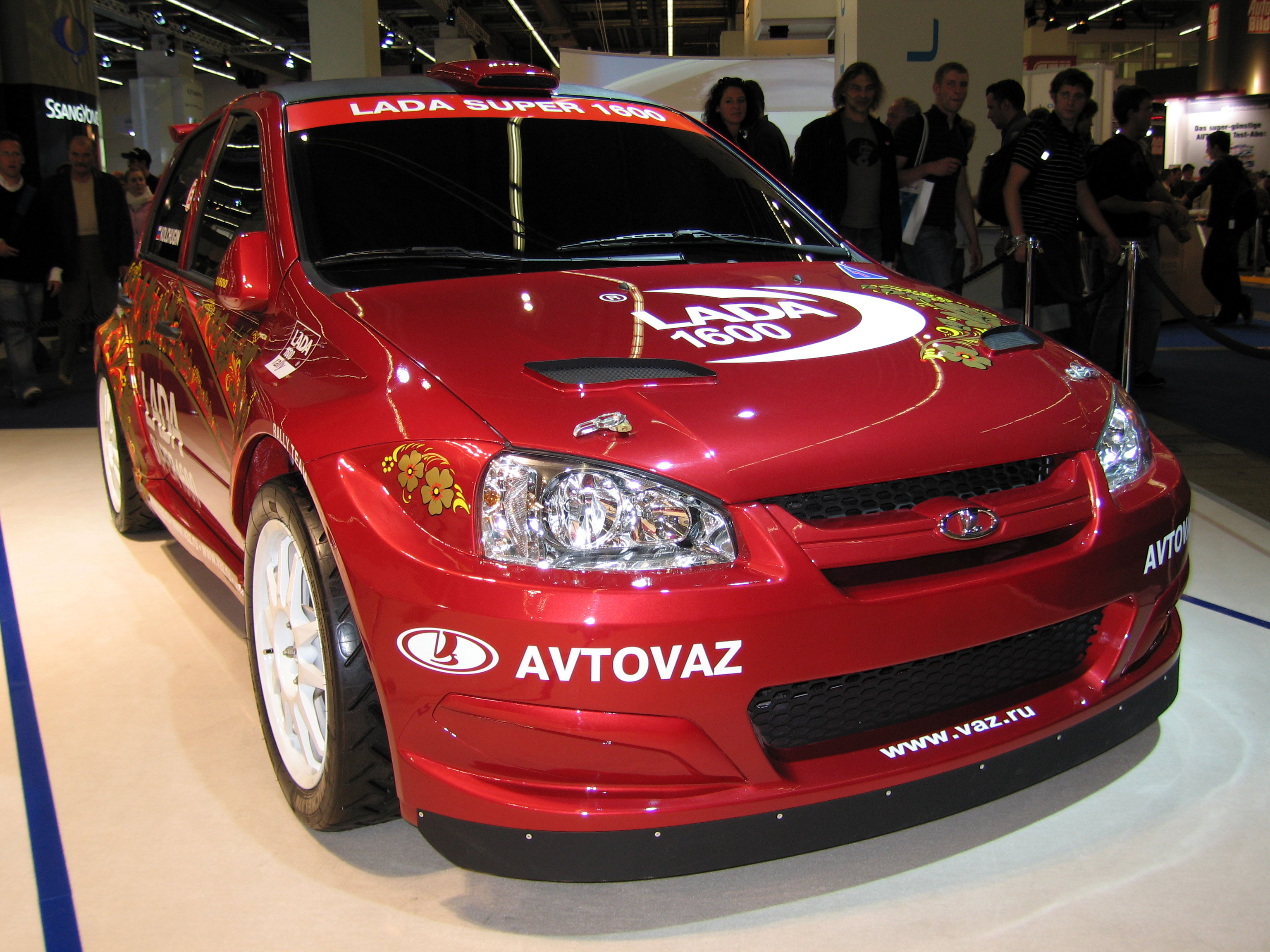
Lada Kalina Super 1600
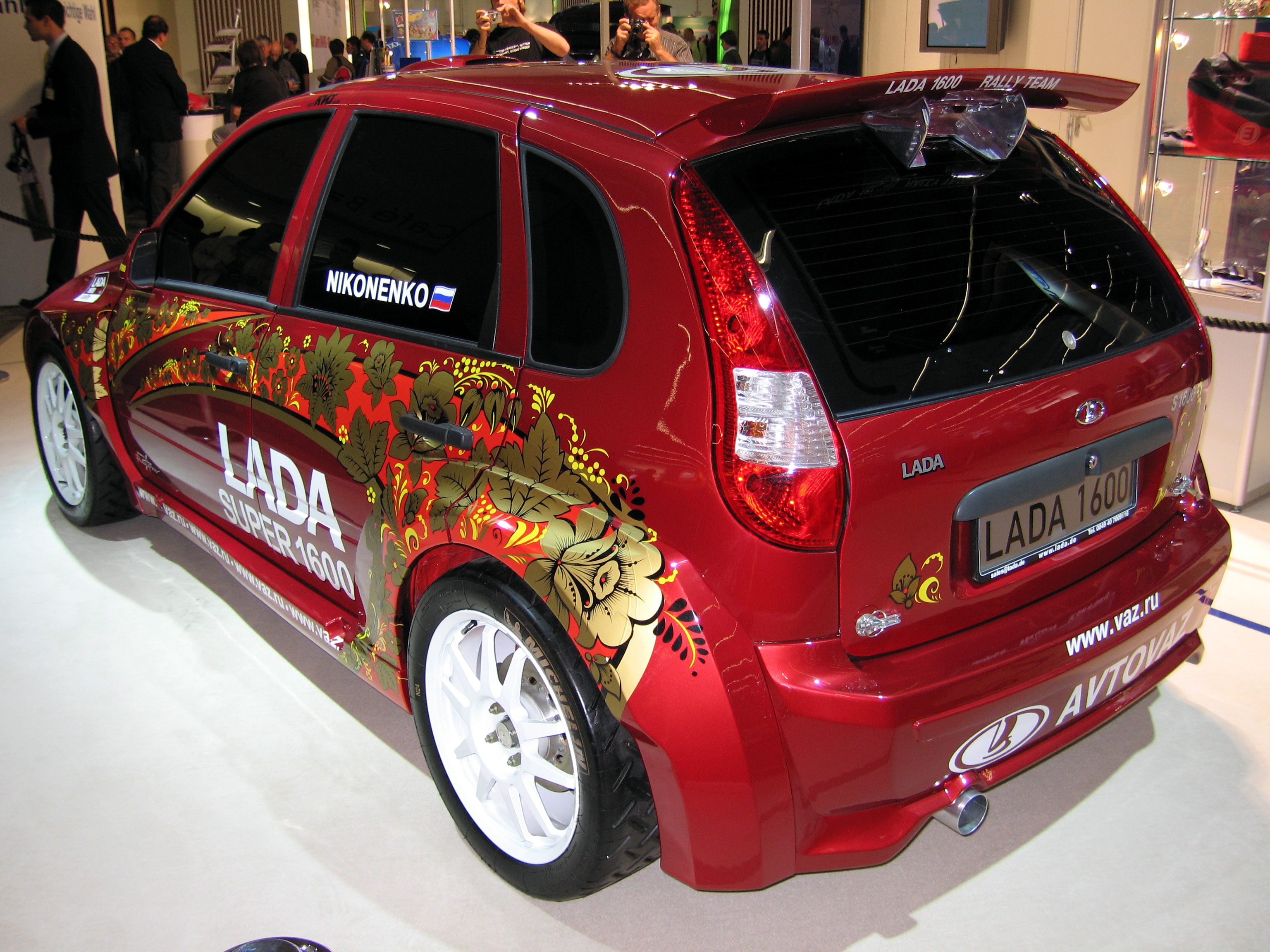
Lada Kalina Super 1600

### Segunda generación (2013 – presente)

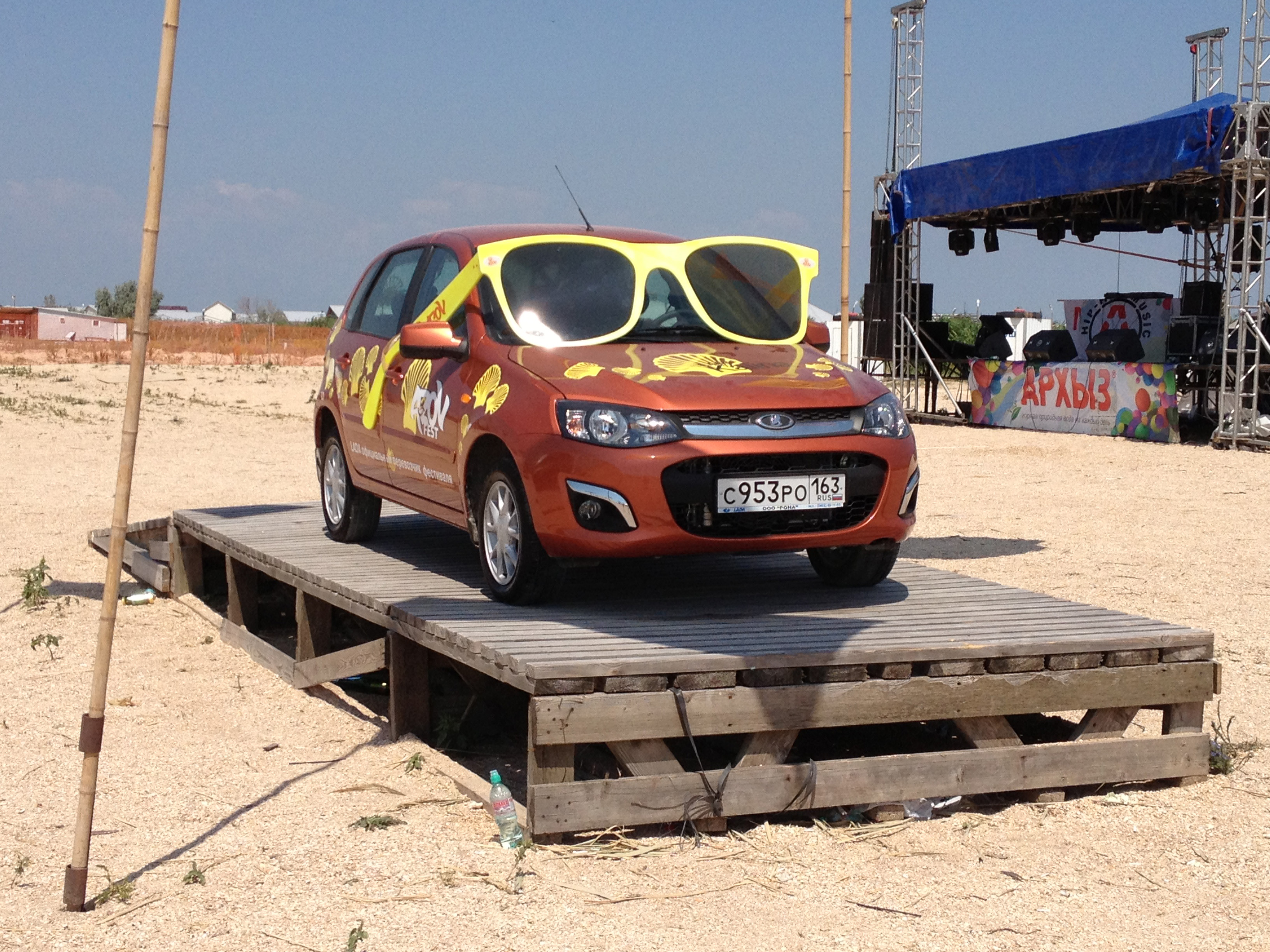
Lada Kalina de segunda generación.

La segunda versión del auto fue revelada en la feria del auto en Moscú del año 2012. Es básicamente una versión remozada estéticamente de la primera generación, cuyo chasis ha sido ligeramente extendido así como su longitud, y que al principio sólo fuese fabricado en las versiones hatchback y station wagon. Ya que la producción se prevé sea a su vez exportada, se han marcado sus controles interiores con grafías en inglés, justo como en la versión de lujo del Lada Granta.
Algunas de sus mejoras -tales como los frenos ABS, ESP, las cuatro airbags, el sistema de audio y el de un sistema de navegación con pantalla de tacto, aire acondicionado, control de clima interno, caja automática, sensores de lluvia y niebla para el sistema de luces- provienen de los usados en algunos de los coches de la alianza Renault–Datsun, y representan la primera mejora de este tipo hecha por la firma Datsun en otra marca de automóviles desde finales de los 80's (actualmente en el mundo del automóvil hay otras mejoras más disponibles tales como añadidos estructurales, cámber negativo, sistemas de tracción, motores, cjas de velocidades y transmisiones entre otros.)
La segunda versión es propulsada por dos versiones de motor, que en lo básico portan de 8 a 16 válvulas respectivamente, desarrollando desde 64 kilovatios (86 HP) hasta 78 kilovatios (105 HP) y 140 Nm a 145 Nm de torque.
La versión hatchback se comercia desde mayo de 2013, y la versión de tipo station wagon posteriormente en septiembre del mismo año. El Lada Kalina llegaría inclusive a ser exportado a algunos mercados del exterior tales como Canadá y los Estados Unidos para el fin del año.[cita requerida] De ser exitosa la propuesta, esta campaña le volvería a permitir a la AvtoVAZ el comercio de uno de sus primeros vehículos en el mercado europeo de nuevo en el mercado norteamericano desde 1991.
La versión "Lada Kalina Cross wagon" debutó en el 2014. Éste coche difiere de sus similares por tener incrementada su altura al suelo en 20 mm, las relaciones entre marchas y la transmisión mayormente alteradas, así como unos conjuntos de plástico protectores para la carrocería.

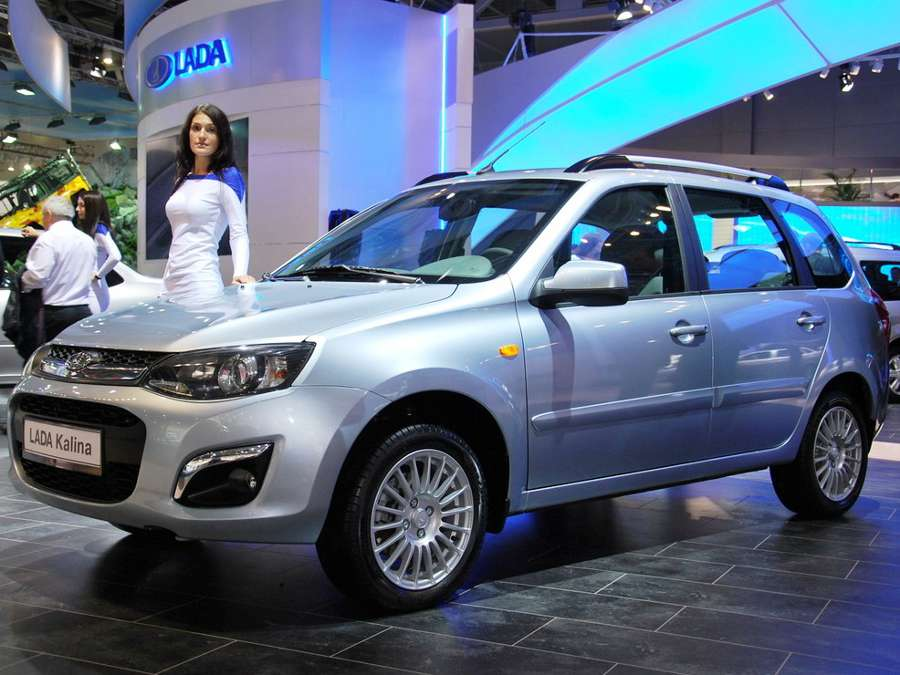
Lada Kalina Station Wagon II
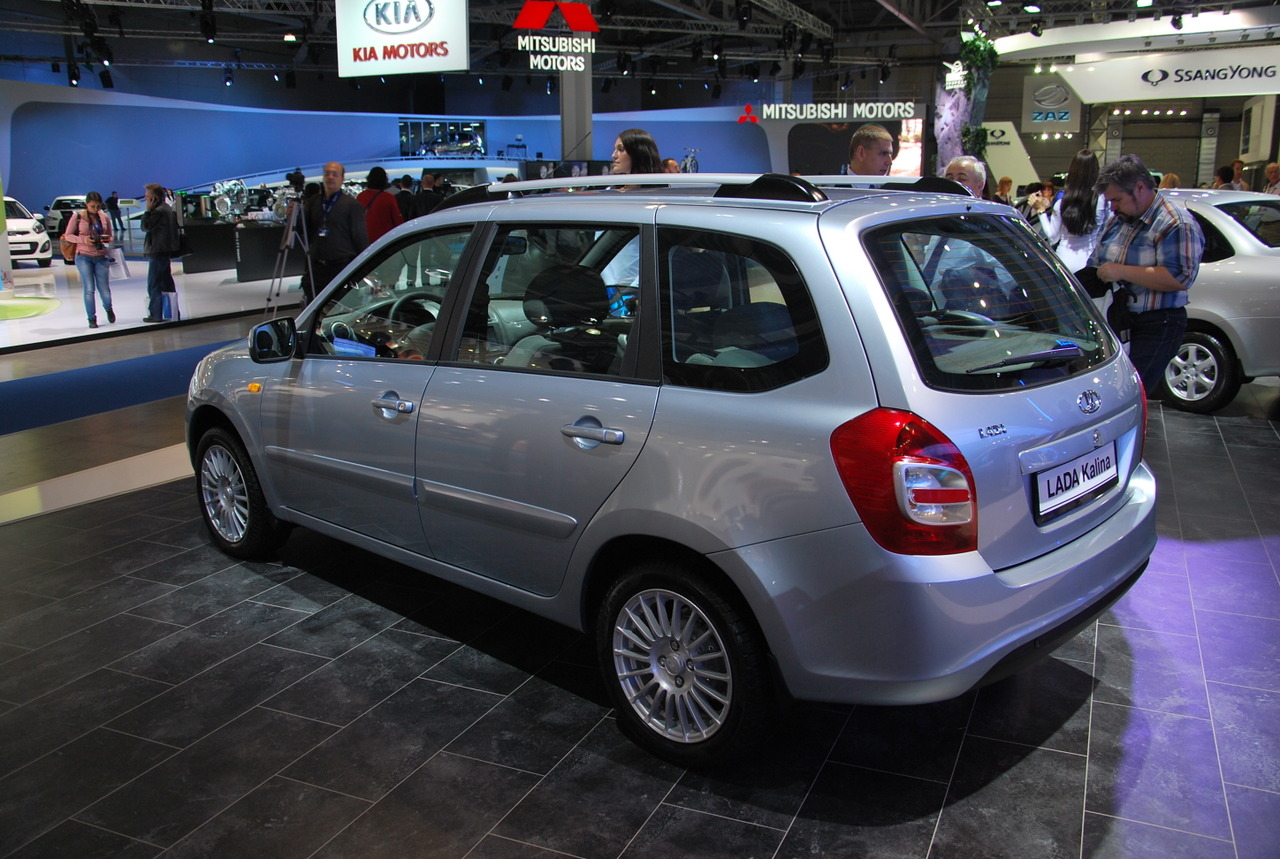
Lada Kalina Station Wagon II
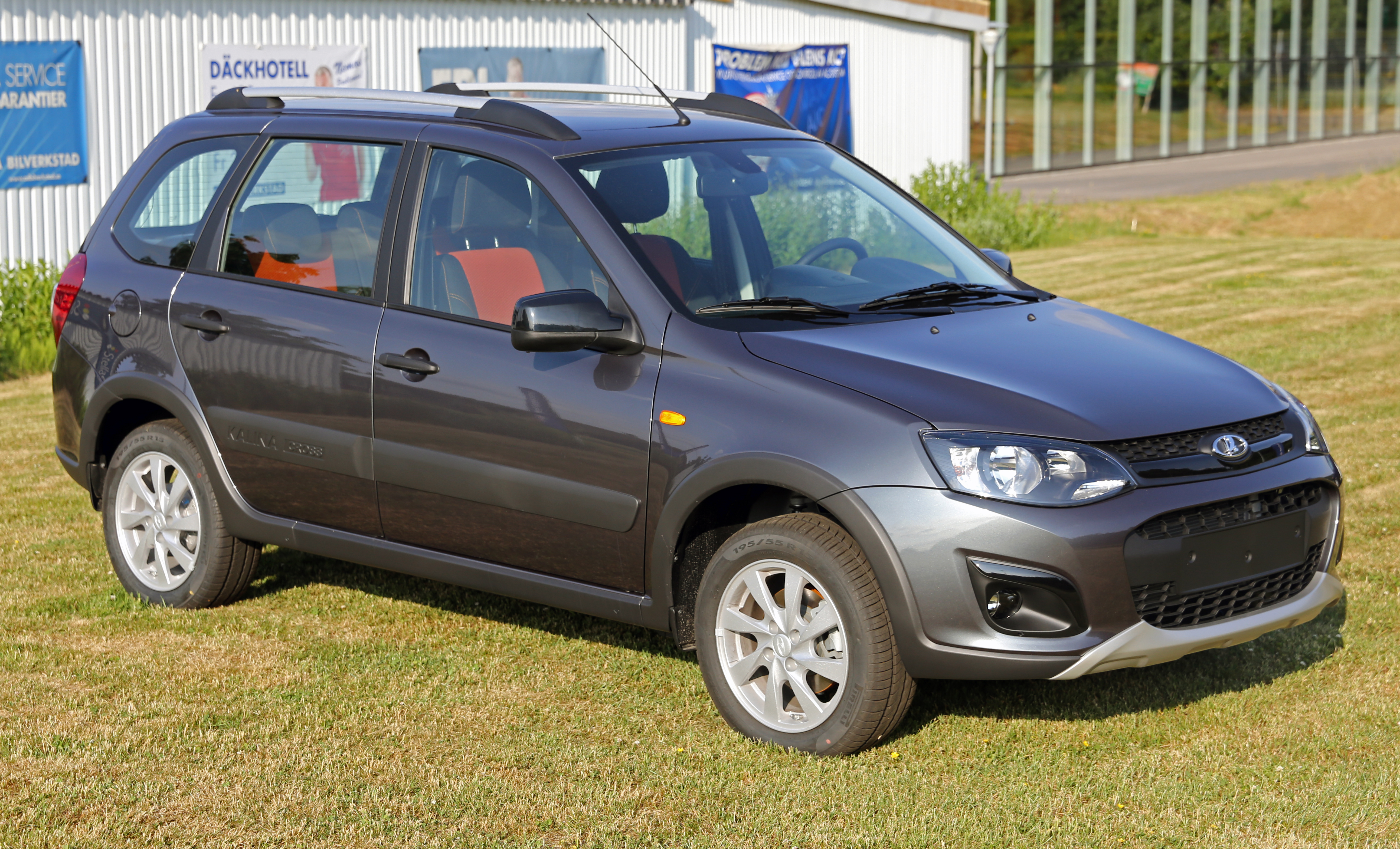
Lada Kalina Cross
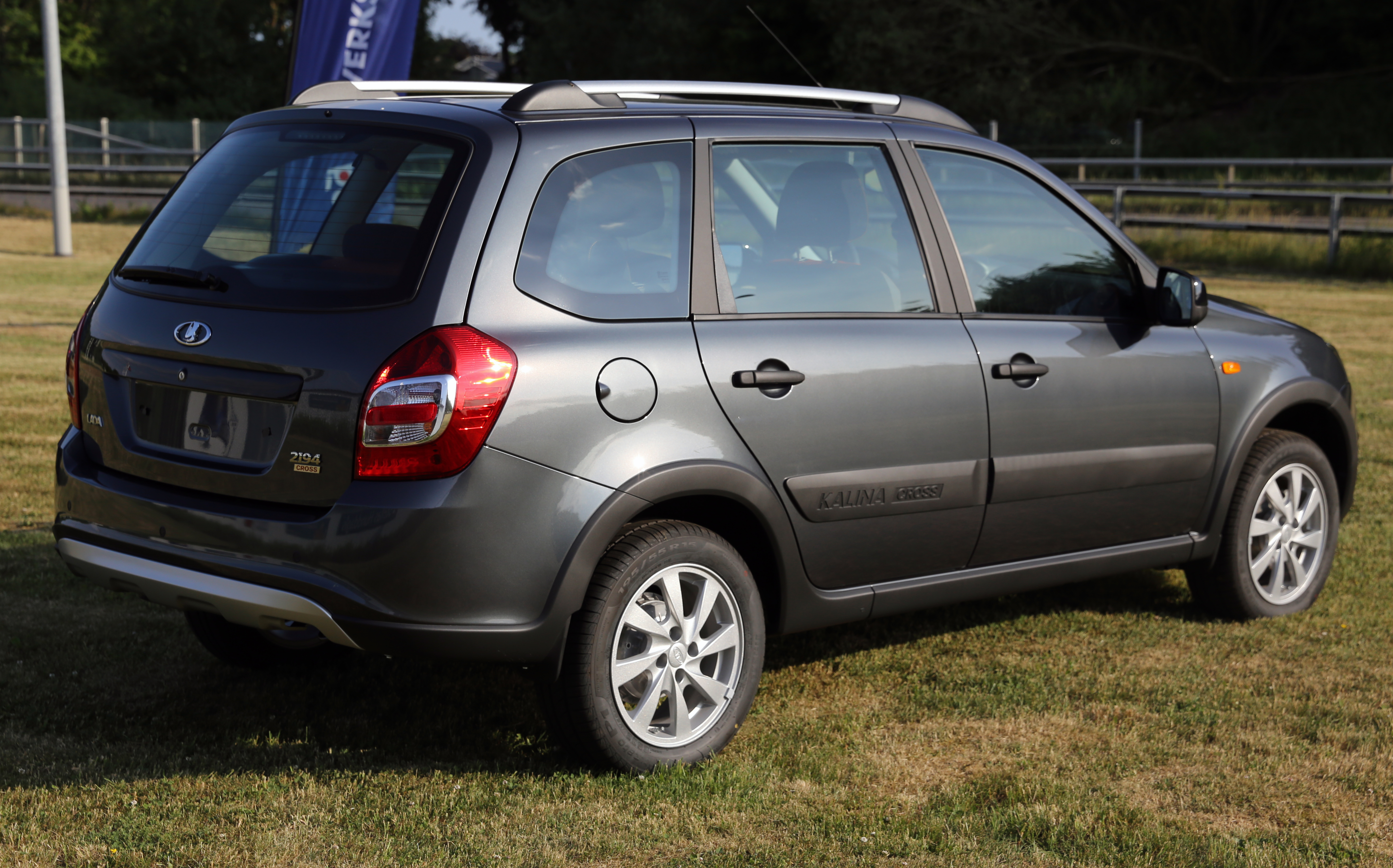
Lada Kalina Cross